# عث شبحي صغير
العث الشبحي الصغير (الاسم العلمي:Palaeoses) هو جنس من الحشرات يتبع الفصيلة العثث الشبحية الصغيرة.